# Calcon
CalCon, står för Kalmars spelkonvent, och är sydöstra Sveriges största spelkonvent. Det äger rum i Kalmar, fredag  till söndag, helgen vecka 8 varje år. Under Calcon spelas alla möjliga olika sorters analoga spel som rollspel, brädspel, kortspel, lajv och figurspel. Calcon är ett familjevänligt konvent med arrangemang som inte bara passar gamers utan även barnfamiljer. Föreningens ordförande heter Peter Oldenburg.

## Historia
Konventet Calcon arrangerades för första gången 1994 av spelföreningen Eagles of roleplaying och hölls då i Vasaskolans lokaler. Premiäråret hade konventet cirka 40 deltagare. I den tidiga gruppen av huvudansvariga ingick Gabriel Stille, Tomas Gustavsson, Anders Edh och Joakim Karlsson. De första sju konventen gjordes foldrar med omslag illustrerade bland annat av Henrik Leion.
Konventet har sedan starten huserat i flera olika skolor i Kalmar som Vasaskolan, Lars Kaggskolan, Stagneliusskolan och de senaste åren har konventet ägt rum på Jenny Nyströmsskolan.
2001 tog en ny styrelse vid och föreningen CalCon skapades och konventet arrangerades av Johan Osbjer och Sven Ryglert, med stor hjälp av Peter Jonasson, Joakim Karlsson och Gabriel Stille. Den tryckta foldern byttes samtidigt ut mot att endast använda hemsidan som informationsbärare. Varje år har konventet ett tema som återspeglas i  årets marknadsföring, den årliga CalConmuggen och i viss utsträckning arrangemangen under konventet.
Bland de mer kända evenemang som arrangerats på Calcon genom åren brukar nämnas svenska mästerskapen i brädspelsdesign och svenska mästerskapen i Settlers of Catan.

## Teman genom åren
- 1994 - 1 CalCon
- 1995 - 2 CalCon 95
- 1996 - 3 Ab Ovo
- 1997 - 4 The Truth is in here
- 1998 - 5 Tomorrow Never Dice
- 1999 - 6 Millennium CalCon
- 2000 - 7 Apocalconens fyra kycklingar
- 2001 - 7 1/2 Den halva Kalkonens återkomst
- 2002 - 8 Kalkonens onda öga
- 2003 - 9 Maffia
- 2004 - 10 Western
- 2005 - 11 CalCon Älva
- 2006 - 12 Spöktimmen
- 2007 - 13 Inkvisitionen
- 2008 - 14 Den nya tiden
- 2009 - 15 Konspirationen
- 2010 - 16 Play it safe
- 2011 - 17 Steampunk
- 2012 - 18 Kulten
- 2013 - 19 Fairytale
- 2014 - 20 Tidsresan
- 2015 - 21 Rymden
- 2016 - 22 Skyddsrum 22
- 2017 - 23 Under havet
- 2018 - 24 SuperCalCon
- 2019 - 25 Kalaset
- 2020 - 26 Kittla aldrig en sovande drake
- 2021 - 27 Calcoween
- 2022 - 28 DIY - Dice It Yourself
- 2023 - 29 Skattjakten
- 2024 - 30 Dystopi
- 2025 - 31 Retro
- 2026 - 32 ??????